# Mora de Santa Quiteria
Mora de Santa Quiteria es una pedanía española perteneciente al municipio de Tobarra, en la provincia de Albacete, dentro de la comunidad autónoma de Castilla-La Mancha.

## Demografía

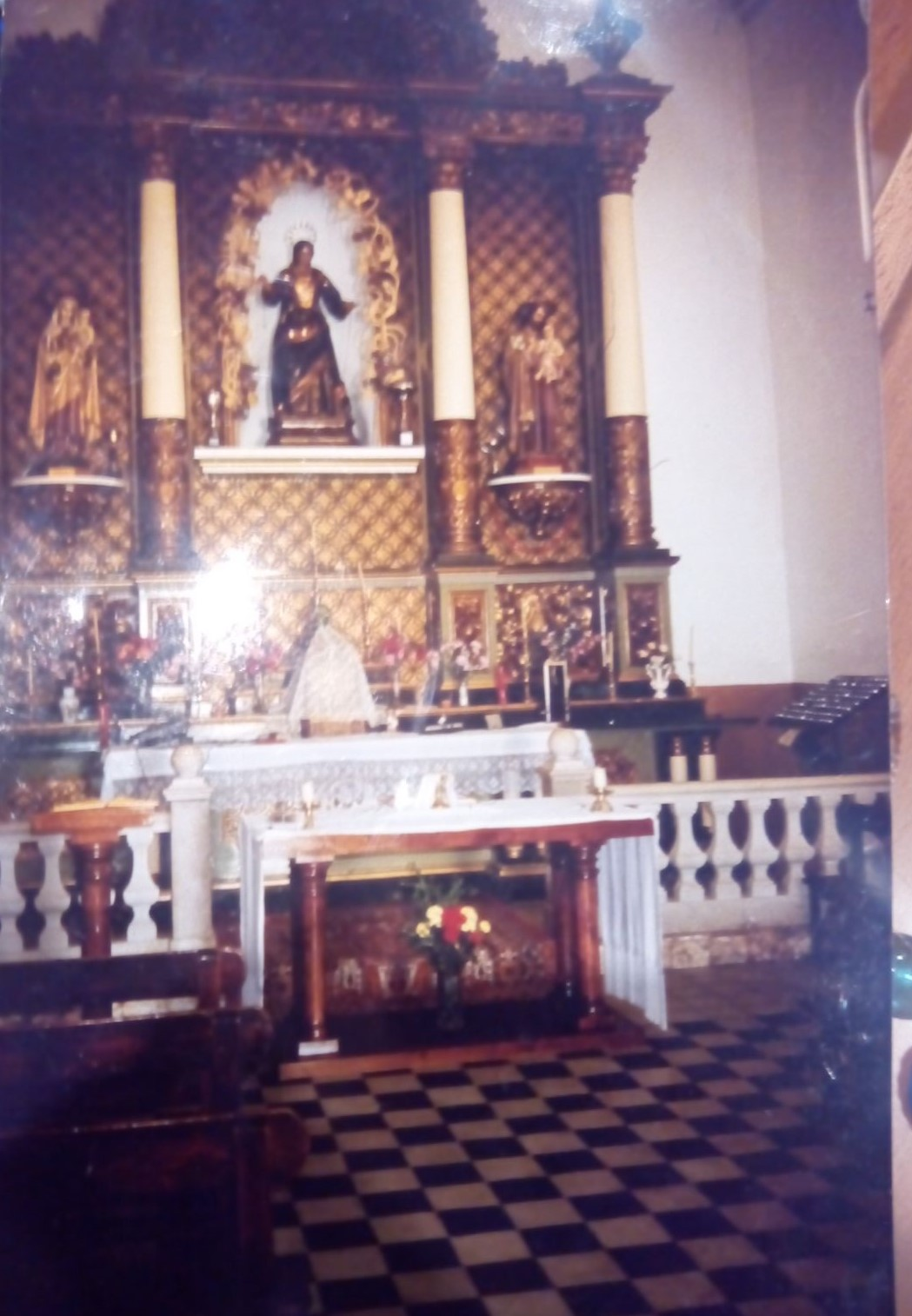
Imagen de Santa Quiteria en la iglesia.

En 2017 contaba con 57 habitantes según los datos oficiales del INE, de los cuales 29 eran hombres y 28 mujeres.
Durante la década de 1950 la localidad vivió su máximo apogeo con 500 habitantes.

## Historia
La primera constancia de habitantes es de la época romana con la existencia de aguas termales, villa romana y zona de tumbas.

## Fiestas
Las fiestas patronales son el 22 de mayo y en ellas se procesiona la imagen de Santa Quiteria a través de las calles de la localidad y se recoge tras una puja. La persona que más dinero puja elige quién es el grupo encargado de pasar la imagen al templo.

## Economía
La pedanía se dedica principalmente a la agricultura y la ganadería; sobre todo destacan frutales, legumbres, hortalizas, olivo y también la viña, perteneciente a la Denominación de Origen Jumilla. También es importante por la etapa de la rosa del azafrán.

## Monumentos

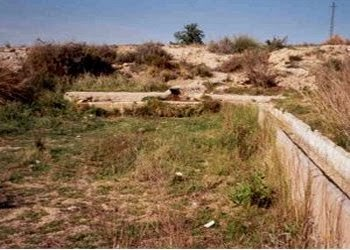
Imagen del monumento La Pilica.

Entre los monumentos encontramos La Pilica y el Cerro del Cuchillo.
En 1941 se construye la iglesia con ayuda de los pedáneos y en la que se encuentra la imagen de Santa Quiteria, patrona de la pedanía.
- Datos: Q24090666